# Ungdomens Tiomila
Ungdomens Tiomila är en orienteringstävling för ungdomar som arrangeras av den svenska idrottsföreningen IF Hagen i början av augusti varje år. Tävlingen är en stafett med de två klasserna HD12, HD20 och brukar ha ca 250 startande lag. Därmed är den en av Nordens största ungdomstävlingar.
År 1981 arrangerades det första Ungdomens 10-mila av IF Hagen med bandybanan vid Billingens fritidsområde i Skövde som första tävlingscentrum. 136 lag anmälde sig detta premiärår. 1984 var första året med en egen klass för tjejer, D18 och 2004 var det första året för klassen HD12.
Efter att under 28 år ensamma arrangerat denna ungdomsfest bjöd IF Hagen in övriga klubbar i Västergötland att dela på arrangemanget. Hösten 2007 bildades därför föreningen Ungdomens 10mila i Västergötland. Femton av distriktets klubbar gick in som medlemmar i föreningen. Ur denna grupp bildades fyra geografiska grupper som alternerar som arrangörer för Ungdomens 10mila.
Sydöstra gruppen: OK Tranan, Tranemo, och Ulricehamns OK.
Norra gruppen: OK Klyftamo, Götene, Istrums SK, Istrum/Axvall, Mariestads FK, OK Amne, Gullspång, OK Skogsstjärnan, Töreboda och SOK Träff, Karlsborg.
Sydvästra gruppen: Marks Orienteringskrets; OK Mark, OK Räven, Skene SoIS, Fritsla VIK, Horreds SK och Kinnaströms SK.
Östra gruppen: IF Hagen, Skövde, Tibro OK, Hjobygdens OK, Tidaholms SOK Sisu.
Första gruppen som tog på sig arrangörskapet efter IF Hagen var sydöstra gruppen 2009. Målplatsen var Berg omedelbart söder om Tranemo. Tävlingen cirkulerar nu mellan grupperna.

## Resultat[1]
| År   | Plats                                 | HD18                                           | D18                                   | HD14                                  | HD12                                  | Världens bästa ungdomsförening        | Ref.                                  |
| 2024 | Fotskäl, Sätila                       | OK Skogshjortarna/OMEGA/OL Zimmerberg 1 (HD20) | -                                     | OK Norrvirdarna / SOK Viljan 1        | -                                     |                                       |                                       |
| 2023 | Bulsebodarna, Götene                  | Göteborg-Majorna OK 1 (HD20)                   | -                                     | OK Kåre 1                             | -                                     |                                       |                                       |
| 2022 | Lassalyckan, Ulricehamn               | IK Hakarpspojkarna (HD20)                      | -                                     | Gästrikland stars                     | -                                     |                                       |                                       |
| 2021 | intälld på grund av Covid-19-pandemin | intälld på grund av Covid-19-pandemin          | intälld på grund av Covid-19-pandemin | intälld på grund av Covid-19-pandemin | intälld på grund av Covid-19-pandemin | intälld på grund av Covid-19-pandemin | intälld på grund av Covid-19-pandemin |
| 2020 | intälld på grund av Covid-19-pandemin | intälld på grund av Covid-19-pandemin          | intälld på grund av Covid-19-pandemin | intälld på grund av Covid-19-pandemin | intälld på grund av Covid-19-pandemin | intälld på grund av Covid-19-pandemin | intälld på grund av Covid-19-pandemin |
| 2019 | Örby                                  | Tampereen Pyritö                               | Espoon Suunta                         | -                                     | LYNX                                  | Tampereen Pyritö och Espoon Suunta    |                                       |
| 2018 | Tisslarödjan                          | Tampereen Pyritö                               | IK Hakarpspojkarna                    | -                                     | LYNX                                  | Espoon Suunta                         |                                       |
| 2017 | Ambjörnarp                            | Tampereen Pyritö                               | Falköpings AIK OK                     | -                                     | IK Hakarpspojkarna                    | IK Hakarpspojkarna                    |                                       |
| 2016 | Rankås                                | Tampereen Pyrintö                              | Espoon Suunta                         | -                                     | OK Kåre                               | IK Hakarpspojkarna                    | [ 2 ]                                 |
| 2015 | Perstorp                              | Espoon Suunta                                  | Eksjö SOK                             | -                                     | Stora Tuna OK                         | Tampereen Pyritö                      | [ 3 ]                                 |
| 2014 | Kärra, Öxabäck                        | Tullinge SK                                    | Eksjö SOK                             | -                                     | Stora Tuna OK                         | Eksjö SOK                             | [ 4 ]                                 |
| 2013 | Grönahög                              | Helsingin Suunnistajat                         | Falköpings AIK OK                     | -                                     | Stora Tuna OK                         | Tampereen Pyritö                      | [ 5 ] [ 6 ]                           |
| 2012 | Klevens motorbana                     | Helsingin Suunnistajat                         | Eksjö SOK                             | -                                     | Helsingin Suunnistajat                | Tampereen Pyritö                      |                                       |
| 2011 | Sätila                                | Tampereen Pyritö                               | Eksjö SOK                             | -                                     | Stora Tuna OK                         | Tampereen Pyrintö                     | [ 7 ] [ 8 ] [ 9 ]                     |
| 2010 | Sparresäter                           | Turun Suunnistajat-Paimion Rasti               | Stora Tuna OK                         | -                                     | OK Bävern                             | Eksjö SOK                             |                                       |
| 2009 | Berg, Tranemo                         | Stora Tuna OK                                  | Tullinge SK                           | -                                     | Stora Tuna OK                         | Eksjö SOK                             | [ 10 ]                                |
| 2008 | Billingehus                           | Stora Tuna OK                                  | Täby OK                               | -                                     | OK Landehof                           | IFK Moras OK                          | [ 11 ]                                |
| 2007 | Istrum                                | Hagaby GOIF                                    | Tullinge SK                           | -                                     | OK Orion                              | Stora Tuna IK                         | [ 12 ]                                |
| 2006 | Billingehus                           | Hagaby GOIF                                    | Tampereen Pyrintö                     | -                                     | OK Ravinen                            | Stora Tuna IK                         | [ 13 ]                                |
| 2005 | Häggum                                | Ärla IF                                        | Tampereen Pyrintö                     | -                                     | Täby OK / Turebergs IF                | Stora Tuna IK                         | [ 14 ]                                |
| 2004 | Perstorp                              | Ärla IF                                        | OK Tisaren                            | -                                     | MS Parma                              | -                                     | [ 15 ]                                |
| 2003 | Skärv                                 | Alfta-Ösa OK                                   | OK Tisaren                            | -                                     | -                                     | -                                     | [ 16 ]                                |
| 2002 | Billingehus                           | Järla IF OK                                    | Tampereen Pyrintö                     | -                                     | -                                     | -                                     | [ 17 ]                                |
| 2001 | Rånna                                 | Järla IF/Gustavbergs IF                        | Södertälje-Nykvarn                    | -                                     | -                                     | -                                     | [ 18 ]                                |
| 2000 | Billingehus                           | LYNX                                           | FK Göingarna                          | -                                     | -                                     | -                                     |                                       |
| 1999 | Ryd                                   | Tampereen Pyrintö                              | FK Göingarna                          | -                                     | -                                     | -                                     |                                       |
| 1998 | Fagersanna                            | OK Hällen                                      | Tjällmo-Godegårds OK                  | -                                     | -                                     | -                                     |                                       |
| 1997 | Böja                                  | Delta                                          | Tampereen Pyrintö                     | -                                     | -                                     | -                                     |                                       |
| 1996 | Rankås                                | OK Skogsfalken                                 | Tampereen Pyrintö                     | -                                     | -                                     | -                                     |                                       |
| 1995 | Vallersjön                            | OK Skogsfalken                                 | Rasti-Lukko                           | -                                     | -                                     | -                                     |                                       |
| 1994 | Brevik                                | LYNX                                           | Rasti-Lukko                           | -                                     | -                                     | -                                     |                                       |
| 1993 | Ryd                                   | Leksands OK                                    | Ulricehamns OK                        | -                                     | -                                     | -                                     |                                       |
| 1992 | Arvidstorp                            | Hyvinkään Rasti                                | Falkenbergs OK                        | -                                     | -                                     | -                                     |                                       |
| 1991 | Sparresäter                           | OK Tisaren                                     | Leksands OK                           | -                                     | -                                     | -                                     |                                       |
| 1990 | Otterstorp                            | Helsingin Suunistajat                          | Sundsvalls OK                         | -                                     | -                                     | -                                     |                                       |
| 1989 | Billingehus                           | LYNX                                           | OK Landehof                           | -                                     | -                                     | -                                     |                                       |
| 1988 | Hene                                  | LYNX                                           | OK Tisaren                            | -                                     | -                                     | -                                     |                                       |
| 1987 | Häggum                                | OK Tisaren                                     | Tullinge SK                           | -                                     | -                                     | -                                     |                                       |
| 1986 | Billingehus                           | Köpings OK                                     | Ludvika OK                            | -                                     | -                                     | -                                     |                                       |
| 1985 | Rånna                                 | OK Sjælland                                    | OK Hedströmmen                        | -                                     | -                                     | -                                     |                                       |
| 1984 | Ryd                                   | Sundsvalls OK                                  | Ludvika OK                            | -                                     | -                                     | -                                     |                                       |
| 1983 | Götlunda                              | IFK Umeå                                       | -                                     | -                                     | -                                     | -                                     |                                       |
| 1982 | Sjötorp                               | Kalevan Rasti                                  | -                                     | -                                     | -                                     | -                                     |                                       |
| 1981 | Billingehus                           | Ludvika OK                                     | -                                     | -                                     | -                                     | -                                     |                                       |